# Masato Kawaguchi
Masato Kawaguchi (川口 正人 Kawaguchi Masato?), född 18 juni 1981 i Tokyo prefektur, är en japansk före detta fotbollsspelare.
Kawaguchi började sin karriär 2000 i Kyoto Purple Sanga. 2002 flyttade han till Albirex Niigata. Efter Albirex Niigata spelade han för Otsuka Pharmaceutical och Mitsubishi Mizushima. Han avslutade karriären 2009.